# Chateau Tongariro

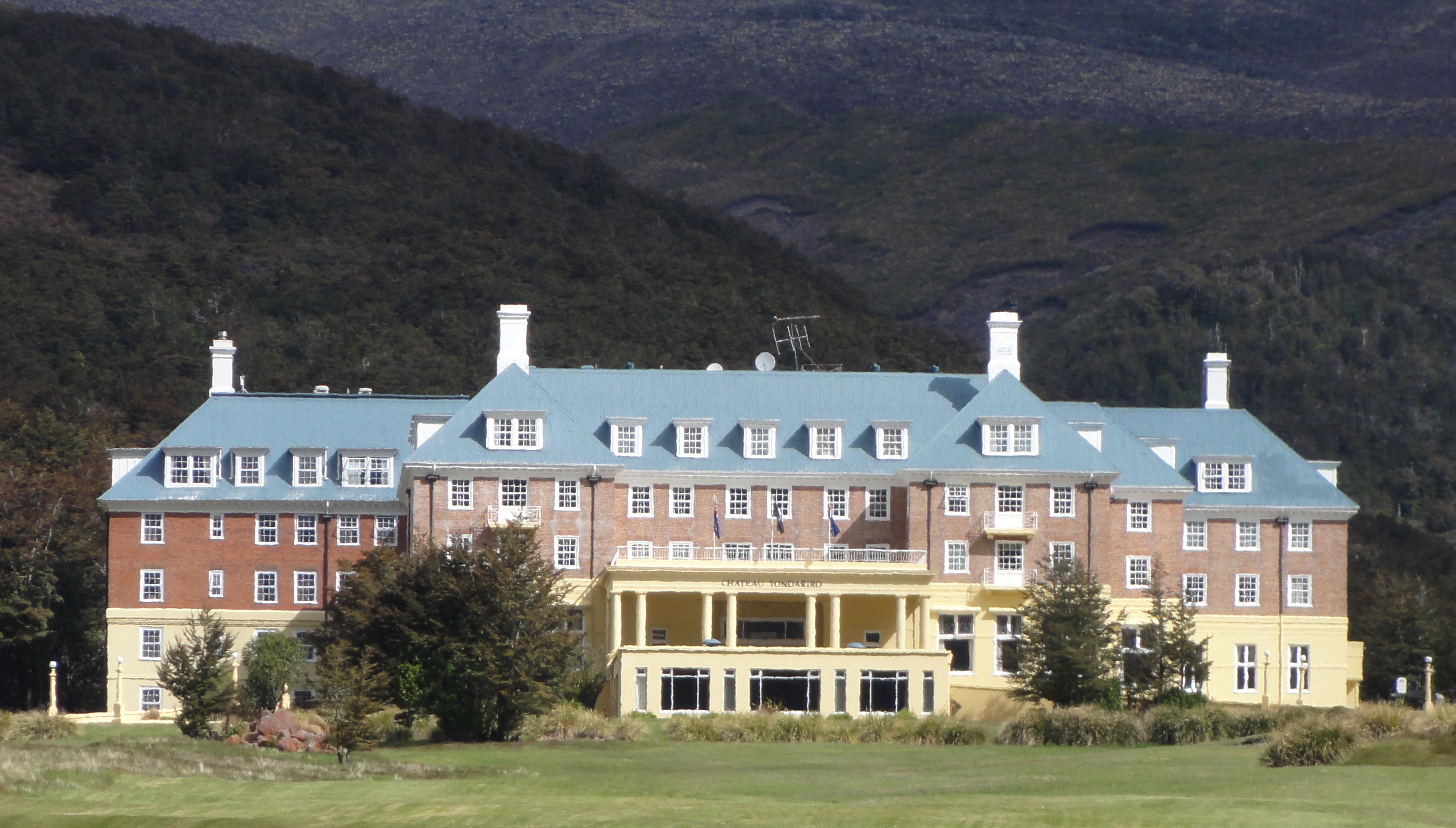
Hotel Chateau Tongariro

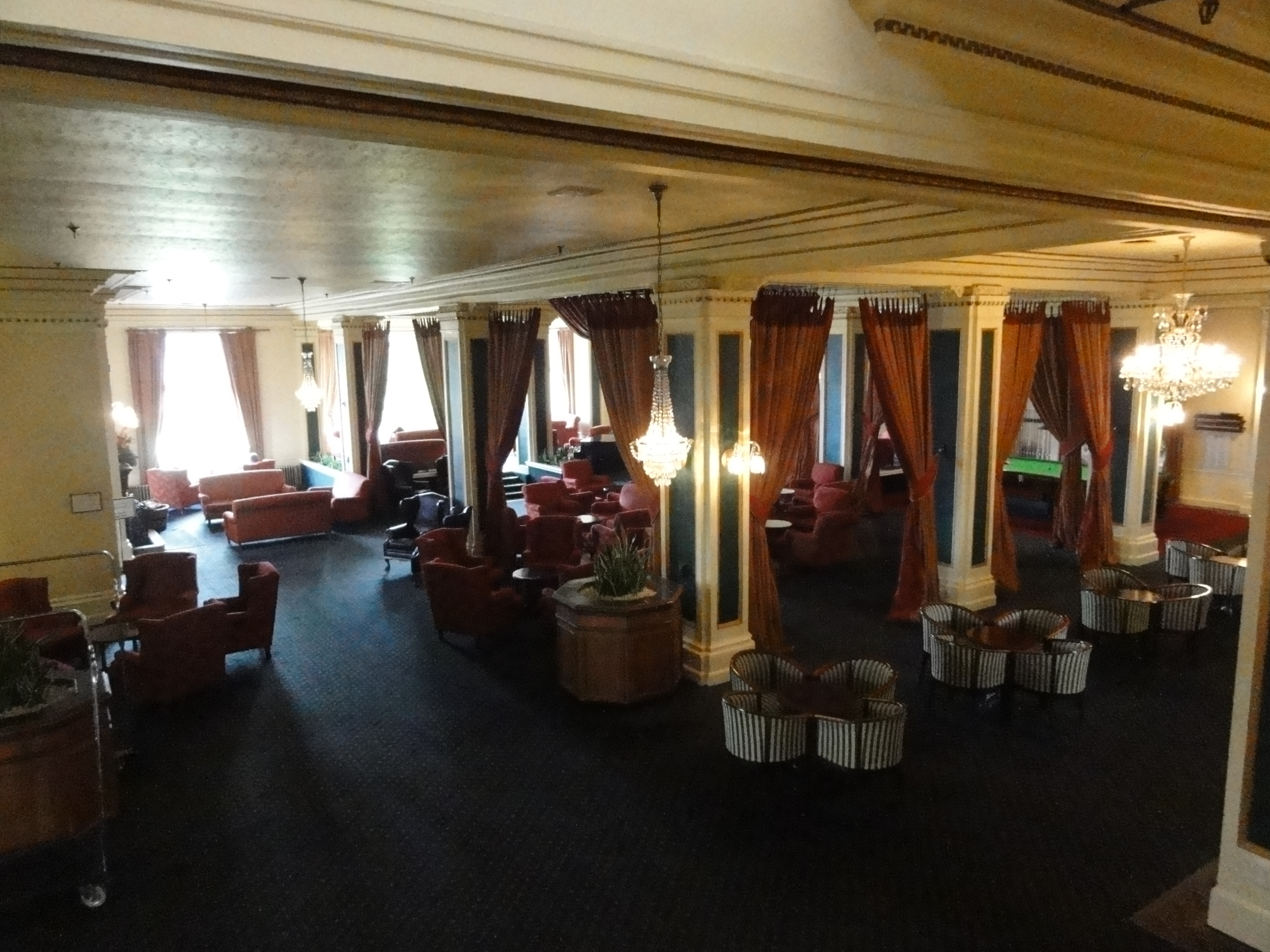
Hotel Chateau Tongariro, Lobby

Das Chateau Tongariro ist ein als Baudenkmal registriertes neuseeländisches Hotel. Es liegt im Ruapehu District der Region Manawatū-Whanganui im Tongariro National Park im Vorland des Mount Ruapehu und in Sichtweite der beiden anderen Vulkangipfel Mount Tongariro und Mount Ngauruhoe.
In der Nähe befindet sich das Skigebiet Whakapapa skifield.
Am 5. Februar 2023 schloss das Chateau Tongariro seine Pforten. Mängel in der Erdbebensicherheit des Gebäudes machten diesen Schritt notwendig. Das Grundstück wird an das Department of Conservation zurückgegeben. 36 Angestellte verloren durch die Schließung ihre Arbeitsplatz.

## Geschichte
Seit 1923 suchte die Verwaltung des Tongariro National Park einen Standort für ein 100-Betten-Gästehaus, um den Tourismus im neu gegründeten Nationalpark zu fördern. 1925 bot die neuseeländische Regierung an, an jedes Privatunternehmen Land zu verpachten und bis zu £ 40.000 Kredit zu vergeben, das ein Hotel an der Stelle errichten und betreiben würde.
Rodolph Lysaght Wigley (1881–1946) nahm als geschäftsführender Direktor der Mount Cook Tourist Company die Herausforderung an. Er gründete die Tongariro Park Tourist Company mit der Absicht, ein Hotel und umliegende Skihütten zu bauen. Er brachte die Gesellschaft an die Börse, erzielte aber nur Zeichnungen in Höhe von £ 30.000. Die Gesellschaft schloss am 9. November 1928 einen Pachtvertrag mit der Regierung ab. Danach musste das Gebäude bis zum 31. März 1930 (nur 17 Monate später) errichtet werden und es durfte nicht weniger als £ 40.000 und nicht mehr als £60.000 kosten. Da bislang nur £ 30.000 an Anteilen verkauft werden konnten, schloss Wigley Ende 1928 einen Vertrag mit der Baufirma Fletcher Construction ab. Dieser beinhaltete, dass das Unternehmen Anteile in Höhe von £ 15.000 der Tongariro Park Tourist Company erwirbt.
Der Entwurf des Chateau stammt von dem in Timaru ansässigen Architekten Herbert Hall (1880–1939), der den Entwurf an das kanadische Hotel Château Lake Louise anlehnte und ein georgianisches Bauwerk mit vier Stockwerken und Erdgeschoss entwarf.
Der Grundstein wurde am 10. Januar 1929 gelegt. Die Firma Fletchers setzte mehr als 80 Arbeitskräfte ein. Ihnen wurden freie Unterkunft und eine kostenlose Suite für die, die bis zum Ende des Projektes blieben, angeboten. Die meisten Arbeiter wurden im Gefängnis von Waikune rekrutiert, das in der Nähe des Bauplatzes lag.
Der Baukörper besteht aus einem Stahlbetonskelett, das mit Ziegel verblendet ist. Das oberste Geschoss ist aus Holz errichtet.
Das Gebäude wurde für Gäste am 1. August 1929, noch unmöbliert, eröffnet. Die offizielle Einweihung fand am 13. November 1929 statt. Zu diesem Zeitpunkt hatte Fletcher Construction immer noch Außenstände von £ 28.000.
Die gesamten Baukosten betrugen £ 88.000 (also deutlich mehr als die Obergrenze von £ 60.000). Davon entfielen auf das Hotel selbst £ 78.000. Auf Verlangen der Tourist Company wurden weitere £ 10.000 in hölzerne Nebengebäude, eine Garage und einen Golfplatz vor dem Hotel investiert. Der Golfplatz wurde von einem im inhaftieren Architekten entworfenen und von Gefängnisinsassen angelegt. Wigley hatte Fletchers verleitet zu glauben, dass die Mehrausgaben durch die Mount Cook Tourist Company erstattet würden. Wegen der nun folgenden Wirtschaftskrise weigerte man sich aber zu zahlen. James Fletcher, der Inhaber der Baufirma, forderte von Premierminister Joseph Ward, das Regierungsdarlehen auf £ 60.000 aufzustocken. Ward stimmte zu und Fletcher erhielt eine Zusage von Wigley, dass der größte Teil dieser Geldspritze zur Bezahlung der Ausstände an Fletchersgehen würde. Die Tongariro Park Tourist Company steckte damals in ernsten wirtschaftlichen Schwierigkeiten, die nicht verbessert wurden, als man reichlich in die Ausstattung des Hotels investierte. Wigley reichte nur £ 10.000 des Geldes an die Baufirma weiter. Die beginnende Wirtschaftskrise machte Hoffnungen auf einen einsetzenden Touristenboom zunichte.
Um ihre Außenstände einzutreiben, stellte Fletchers die Tongariro Park Tourist Company im Februar 1931 unter Konkursverwaltung, übernahm die Kontrolle über das Hotel und betrieb es 3 Monate, bevor man sich mit einem Verlust von £ 19.000 aus dem Geschäft zurückzog, darunter waren £ 1000 Verlust während der 3 Monate als Eigentümer des Hotels.
Das Hotel wurde vom National Park Board übernommen und damit verstaatlicht.
Das Chateau wurde von der Regierung als Notunterkunft genutzt, als ein Erdbeben ein Krankenhaus in Wellington zerstört hatte, Es diente als Erholungs- und Rehabilitationszentrum für Mitglieder der Luftstreitkräfte, die im Zweiten Weltkrieg gedient hatten.
1948 eröffnete das Chateau nach einer Renovierung wieder, um Besuchern des Mount Ruapehu und des Tongariro National Park Unterkunft zu bieten.
Im Jahr 1957 ging die Kontrolle an die Tourist Hotel Corporation (THC) über, die auch das Whakapapa Skifield entwickelte.
1990 wurde das Hotel im Rahmen von Privatisierungen an die Kah New Zealand Limited eine Tochter des malaiischen Investors Oriental Holdings Berhad (OHB) verkauft. Der neue Eigentümer investierte drei Millionen NZ$ in die Renovierung. Das Skigebiet wurde an ein anderes Unternehmen verkauft.
Im Jahre 2005 wurde für 6 Millionen NZ$ ein neuer fünfstöckiger Flügel mit 40 Räumen eröffnet. Dieser kopiert äußerlich das Aussehen des ursprünglichen Bauwerkes. Um Störungen der Gäste zu vermeiden, wurde ein skandinavisches System der Modulbauweise verwendet. Die in Auckland gebauten Räume wurden mit dem LKW angeliefert und mit dem Kran montiert. Im obersten Stockwerk wurde eine „Präsidentensuite“ eingerichtet.

## Energieversorgung
Ursprünglich wurde der Komplex durch eine Kohleheizung mit Heizwärme und Warmwasser versorgt. Außerdem gab es ein 100-kW-Wasserkraftwerk am Whakapapanui Stream für die Stromversorgung.
In den frühen 1950er Jahren wurde die Energieversorgung unzureichend. Im Juni 1952 forderte das Ministry of Works vom King Country Electric Power Board, eine Stromversorgung für 500 bis 600 kW zum Chateau zu legen. Eine 8,5 Meilen lange Freileitung mit 11 kV Spannung wurde 1955 in Betrieb genommen. Diese versorgt neben dem Chateau das Whakapapa Ski Field und mehrerer Berghütte am Mount Ruapehu.
In den frühen 1960ern wurde zur Erhöhung der Versorgungssicherheit eine zweite, parallele Trasse gebaut und 1964 in Betrieb genommen.

## Baudenkmal
Das Bauwerk wurde am 6. September 1996 vom New Zealand Historic Places Trust unter Nummer 7318 als Historic Place Category 1 registriert.